# Franz Paul Gall
Franz Paul Gall (* 8. März 1926 in Regensburg; † 23. Dezember 2018 in Burgthann) war ein deutscher Chirurg und Hochschullehrer.

## Lebenslauf
Franz Paul Gall begann sein Studium der Medizin 1947 als Stipendiat der Studienstiftung des Deutschen Volkes in Heidelberg. Nach dem Staatsexamen 1952 und der Promotion 1954 verbrachte er seine arbeitete er zunächst an Kliniken in Düsseldorf und Newark. 1956 kam er als Assistent zu Gerd Hegemann an die Chirurgische Klinik der Universität Erlangen-Nürnberg. Nach der Habilitation im Jahr 1963 wurde er 1964 zum leitenden Oberarzt und 1969 zum außerplanmäßigen Professor ernannt. Von 1970 bis 1977 arbeitete Gall als Chefarzt der Chirurgischen Klinik in Fürth, 1977 folgte Franz Gall der Berufung auf den Lehrstuhl für Chirurgie der Universität Erlangen-Nürnberg. Nach der Emeritierung  arbeitete er von 1995 bis 2000 an der EuromedClinic Fürth.

## Wirken
Franz Gall arbeitete zwischen 1963 und 1977 vorwiegend auf dem Gebiet der Thorax- und Gefäßchirurgie. 1971 gehörte er zu den Begründern der Deutschen Gesellschaft für Thorax-, Herz- und Gefäßchirurgie.
Ab 1977 widmete er sich bis zu seiner Emeritierung 1995 klinisch wie wissenschaftlich der Chirurgie der Speiseröhre, des Magens, der Bauchspeicheldrüse, der Leber, der entzündlichen Darmerkrankungen und der chirurgischen Onkologie.

## Auszeichnungen (Auswahl)
- Bundesverdienstkreuz am Bande